# Narcissus pseudonarcissus subsp. pallidiflorus
Narcissus pseudonarcissus subsp. pallidiflorus es una subespecie de planta bulbosa perteneciente a la familia de las Amarilidáceas. Es originaria del norte de la península ibérica en los Pirineos y la cordillera Cantábrica.

## Descripción
Es una planta bulbosa de narcisos clásicos con grandes flores de color crema pálido o flores amarillas, los pétalos trenzados y una corona de bordes dentados. Crece en la frontera entre España y Francia. La flor es muy grande, pero sus tallos son más bien cortos. Las plantas fueron cultivadas a partir de semillas recolectadas en la naturaleza y muestran una pequeña variación en el color, algunas de ellas son de color amarillo pálido y algunas muestran la corona más oscura.

## Taxonomía
Narcissus pseudonarcissus subsp. pallidiflorus fue descrita por (Pugsley) A.Fern. y publicado en Bol. Soc. Brot., II, 25: 182 (1951).
Etimología
Narcissus nombre genérico que hace referencia del joven narcisista de la mitología griega Νάρκισσος (Narkissos) hijo del dios río Cephissus y de la ninfa Leiriope; que se distinguía por su belleza.
El nombre deriva de la palabra griega: ναρκὰο, narkào (= narcótico) y se refiere al olor penetrante y embriagante de las flores de algunas especies (algunos sostienen que la palabra deriva de la palabra persa نرگس y que se pronuncia Nargis, que indica que esta planta es embriagadora).
pseudonarcissus: epíteto latino que significa "falso narciso".
pallidiflorus: epíteto latino que significa "con flores pálidas".
Sinonimia
- Narcissus pallidiflorus Pugsley, J. Roy. Hort. Soc. 58: 69 (1933).
- Ajax macrolobus Jord. in A.Jordan & J.P.Fourreau, Icon. Fl. Eur. 3: 3 (1903).
- Narcissus macrolobus (Jord.) Pugsley, J. Roy. Hort. Soc. 58: 71 (1933).
- Narcissus macrolobus var. pallescens Pugsley, J. Roy. Hort. Soc. 58: 71 (1933).
- Narcissus pallidiflorus f. asturicus Pugsley, J. Roy. Hort. Soc. 58: 69 (1933).
- Narcissus pallidiflorus var. intermedius, J. Roy. Hort. Soc. 58: 70 (1933).[5]